# Найдёновка (Тамбовская область)
Найдёновка — село в Петровском районе Тамбовской области России. 
Входит в Первомайский сельсовет.

## География
Расположена на одном из притоков реки Плоскуша, в 46 км к юго-востоку от райцентра, села Петровское, и в 58 км к юго-западу от центра Тамбова.

## Население
| 2002 | 2010 |
| ---- | ---- |
| 804  | ↘183 |

Согласно результатам переписи 2002 года, в национальной структуре населения русские составляли 99 % от жителей.